# Ngozi Okonjo-Iweala
Ngozi Okonjo-Iweala, née le 13 juin 1954, est une femme politique nigériane possédant également la nationalité américaine.
Ministre des Finances du Nigeria de 2003 à 2006 et de 2011 à 2015, elle s'attelle à réduire la corruption et la dette publique. Entre ces deux mandats, elle est ministre des Affaires étrangères puis directrice générale de la Banque mondiale. En 2021, elle devient directrice générale de l'Organisation mondiale du commerce.

## Situation personnelle
Ngozi Okonjo-Iweala naît le 13 juin 1954 à Ogwashi-Uku (en), dans le delta du Niger, d'une professeur de sociologie et d'un professeur d'économie. Ses parents sont des chefs traditionnels, avec rang royal.
Elle effectue ses études supérieures aux États-Unis à l'université Harvard et au Massachusetts Institute of Technology (MIT),.
Elle est mariée à Ikemba Iweala, neurochirurgien. Ils ont quatre enfants, notamment l'écrivain Uzodinma Iweala.

## Carrière

### Débuts à la Banque mondiale
Elle entre à la Banque mondiale en 1982, et suit sur le terrain les projets financés par cet organisme puis devient secrétaire du conseil d'administration de la Banque à la demande de James Wolfensohn.

### Premier mandat de ministre des Finances
En 2003, le président nigérian Olusegun Obasanjo l'appelle pour devenir ministre des Finances ; elle est la première femme à occuper ce poste dans son pays. Elle quitte Washington, où restent son mari et ses quatre enfants, pour revenir dans son pays natal.
Sous sa direction, des entreprises industrielles publiques sont privatisées, et une concurrence se développe dans les télécommunications. Elle lutte contre la corruption, publiant les recettes de l'industrie pétrolière ainsi que les sommes versées aux collectivités locales, pour que « l'argent du pétrole aille dans les écoles et les hôpitaux plutôt que dans les poches de quelques-uns ». Pour la spécialiste de l'anti-corruption Sarah Chayes, Ngozi Okonjo-Iweala n'a cependant lancé que « quelques réformes sur la transparence », dénonçant le fait que « près d’un milliard de dollars disparaissaient chaque mois des caisses de l’État quand elle dirigeait les finances ».
Elle lance des procédures de révocation sur des ministres, des juges, des militaires, des gouverneurs, et le chef  de la police nationale, gagnant le surnom de « Okonjo-Wahala » (en langue yorouba, ce qui peut se traduire par « l'emmerdeuse »). Elle consacre également son énergie à réduire et renégocier la dette publique de son pays et y réussit assez bien : en effet, trois quarts de la dette du Nigéria (30 milliards de dollars) est effacée. Les pays créanciers du Club de Paris créent un programme spécial de remboursement pour le Nigeria, et effacent pour 18 milliards de dollars dans cette dette.
Le bilan de son mandat est notamment marqué par l'économie d'un milliard de dollars de remboursements par an, un taux d'inflation annuel ramené de 23 % à 11 %, et un produit intérieur brut multiplié par près de trois. Elle créé également un fonds spécifique pour les femmes africaines chefs d'entreprise.

### Ministre des Affaires étrangères
En 2006, à l'approche des élections présidentielles, elle se voit proposer une autre ministère, celui des Affaires étrangères. Elle est encore une fois la première femme à occuper cette fonction dans son pays. Mais elle ne reste pas longtemps et, après deux mois, préfère quitter le gouvernement, la période se prêtant moins aux actions de fond.

### Directrice générale de la Banque mondiale
Redevenue disponible, elle est rappelée en 2007, par le président de la Banque mondiale, Robert Zoellick, qui fait d'elle  sa directrice générale,. En 2012, elle est candidate pour en devenir la présidente. Le 14 avril 2012, elle reçoit le soutien de son ancien concurrent José Antonio Ocampo, mais l'Américain Jim Yong Kim est nommé à ce poste à ses dépens le 16 avril 2012.

### Deuxième mandat de ministre des Finances
Entre-temps, elle est de nouveau ministre des Finances, de 2011 à 2015. Une de ses principales mesures est d'arrêter les subventions aux distributeurs d'essence, ce qui double le prix du carburant à la pompe, pour financer des investissements dans les infrastructures et dans la santé des femmes enceintes. Le 9 décembre 2012, sa mère est kidnappée, les ravisseurs exigeant une rançon et sa démission. Mais, à 83 ans, sa mère parvient à fausser compagnie à ses ravisseurs.

### Gavi Alliance
En septembre 2015, quittant le gouvernement, elle devient présidente du conseil d'administration de GAVI Alliance, une organisation favorisant l'accès à la vaccination en Afrique. Elle succède à Dagfinn Høybråten, ministre de la santé norvégien devenu secrétaire général du Conseil nordique des ministres,.

### Directrice générale de l'OMC
En 2020, elle est candidate à la direction générale de l'Organisation mondiale du commerce (OMC), en concurrence avec la Sud-Coréenne Yoo Myung-hee. Cette dernière se retire début 2021, et Ngozi Okonjo-Iweala est nommée directrice générale de l'organisation le 15 février 2021. Elle est la première femme et la première Africaine à occuper ce poste,. Elle prend ses fonctions le 1er mars 2021.
Le 13 avril 2021, elle exhorte les pays d'Afrique à s'entendre pour une mutualisation de leurs forces et de leurs ressources pour créer à l'avenir leurs propres vaccins.
Le 4 mai 2021, elle nomme à ses côtés quatre directeurs généraux adjoints, dont deux sont des femmes : l'Américaine Angela Ellard et la Costaricienne Anabel González (les deux autres étant le Français Jean-Marie Paugam et le Chinois Xiangchen Zhang). La parité dans ces postes est une première dans l'histoire de l'OMC. Ngozi Okonjo-Iweala déclare : « Cela souligne mon engagement à renforcer notre organisation avec des dirigeants de talent tout en arrivant à équilibrer les genres au sein de la direction ».
Le 17 septembre 2024, elle annonce briguer un second mandat à la tête de l'OMC. Sa nomination pourrait dépendre des résultats de l'élection présidentielle américaine. En effet, en 2020, Donald Trump, défavorable à sa candidature, avait bloqué sa nomination et elle n'avait pu être nommée qu'après l'élection de Joe Biden.
En novembre 2024, elle est reconduite dans ses fonctions, pour un deuxième mandat en tant que directrice générale de l’Organisation mondiale du commerce (OMC).

## Autres engagements
Ngozi Okonjo-Iweala est coprésidente de la Global Commission for the Economy and Climate, avec Nicholas Stern et Paul Polman,. Elle est également présidente du conseil d’administration de l’Institution Nelson Mandela, un organisme-cadre des Instituts africains des sciences et de la technologie, présidente du conseil d’administration de l'université africaine des sciences et de la technologie d’Abuja et administrateur de la Fondation Carnegie pour la paix internationale.

## Distinctions
Elle a été classée parmi les « 8 femmes combattantes anticorruption qui suscitent l'inspiration » par Transparency International en 2019, l’une des 50 plus grandes dirigeantes mondiales (Fortune, 2015), dans le Top 100 des personnes les plus influentes du monde (TIME, 2014), le Top 100 Global Thinkers (Foreign Policy, 2011 et 2012), le Top 100 des femmes les plus puissantes dans le monde (Forbes, 2011, 2012, 2013 et 2014), les 3 femmes les plus puissantes d’Afrique (Forbes, 2012), le Top 10 des femmes les plus influentes d’Afrique(Forbes, 2011), le Top 100 des femmes dans le monde (The UK Guardian, 2011), le Top 150 Women in the World (Newsweek, 2011), et le Top 100 des personnes les plus inspirantes dans le monde - Delivering for Girls and Women (Women Deliver, 2011). Elle figure également dans le classement des 73 influenceurs d’affaires « brillants » dans le monde établi par Condé Nast International.
En 2019, Ngozi Okonjo-Iweala est élue à l’Académie américaine des arts et des sciences. En 2017, elle reçoit le Prix Madeleine K. Albright pour le développement mondial de l’Aspen Institute, le Women’s Economic Empowerment Award de WEConnect International et le Vanguard Award de l'université Howard. En 2016, elle reçoit le prix Power with Purpose de Devex et le Global Fairness Award de l'Initiative mondiale pour l’équité en reconnaissance de sa contribution au développement durable. Elle a également reçu de hautes distinctions nationales de la République de Côte d’Ivoire et de la République du Libéria, et la troisième plus haute distinction du Nigéria, commandant national de la République fédérale (CFR). En outre, elle est récipiendaire du David Rockefeller Bridging Leadership Award (2014), de la President of the Italian Republic Gold Medal by the Pia Manzu Centre (2011), du Global Leadership Award du Chicago Council on Global Affairs (2011), du Global Leadership Award de la Columbia University School of International and Public Affairs (2010) et du Bishop John T. Walker Distinguished Humanitarian Service Award (2010). Elle a enfin reçu le Prix européen des héros du magazine TIME en 2004, a été nommée ministre des Finances de l'année (Africa Investor Magazine, 2014), ministre des Finances de l’année pour l’Afrique et le Moyen-Orient (Le Banquier, 2004), ministre des Finances mondiaux de l’année (EUROMONEY, 2005), ministre des Finances de l’année pour l’Afrique et le Moyen-Orient (Emerging Markets Magazine, 2005) et ministre de l’année (THISDAY, 2004 et 2005).
En 2021, Ngozi Okonjo-Iweala est lauréate du AAUW Alumnae Recognition Award. Le prix honore un ancien ou une ancienne récipiendaire d'une bourse ou d'une subvention de l'American Association of University Women ayant obtenu un succès et une distinction exceptionnels dans sa profession.

## Publications
- The Debt Trap in Nigeria: Towards a Sustainable Debt Strategy (Africa World Press, 2003)
- Chinua Achebe: Teacher of Light, avec Tijan Sallah, (Africa World Press, 2003.
- Reforming the UnReformable: Lessons from Nigeria, (MIT Press, 2012)[29]
- Shine a Light on the Gaps – un essai sur l’inclusion financière des petits exploitants agricoles africains (Affaires étrangères, 2015), * Financement des ODD : Flux financiers licites et illicites des pays en développement (Horizons Magazine, 2016)
- Fighting Corruption is Dangerous: The Story Behind the Headlines (MIT Press, 2018)
- Mobilizing Finance for Education in the Commonwealth (Commonwealth Education Report 2019)